# Euroazjatycki Związek Młodzieży

Flaga Euroazjatyckiego Związku Młodzieży

Euroazjatycki Związek Młodzieży (ros. Евразийский союз молодёжи, ЕСМ) – rosyjska organizacja polityczna o zasięgu międzynarodowym, działająca w strukturach federacji Międzynarodowego Ruchu Euroazjatyckiego z siedzibą (sztabem Euroazjatyckiego Imperium) w Moskwie. Naczelnikiem władz federacji jest Paweł Zarifullin (ur. 1977).
Dewiza – Слава Империи! Русский, вставай! (ros. Sława Imperium!, Rosjaninie, powstań!)
Związek powstał 26 lutego 2005 r. w mieście Aleksandrow w obwodzie włodzimierskim. Na spotkanie założycielskie przybyło wówczas 600 delegatów z Moskwy, Włoch, Niemiec, przedstawiciele WNP oraz delegacje z Waszyngtonu. Oficjalnie organizacja została zarejestrowana 21 września 2005 r.

## Ideologia
Głównym ideologiem Związku jest rosyjski działacz narodowy oraz zwolennik imperialnych dążeń Rosji Aleksandr Dugin. Związek w swojej pracy ideologicznej kieruje się zasadami neoeuroazjanizmu, tradycjonalizmu i sytuacjonizmu, anarchizującego imperializmu i narodowego bolszewizmu oraz filozofią Heideggera. Cele jakie stawia sobie Związek mają zostać osiągnięte za pomocą konserwatywnej rewolucji. Oficjalnym organem prasowym jest gazeta Евразийское вторжение. Jak przyznają jej przywódcy, organizacja powstała celem przeciwstawienia się oraz niedopuszczeniu w innych krajach WNP tzw. idei pomarańczowej rewolucji. Związek protestuje przeciwko westernizacji Rosji i krajów gdzie religią dominującą jest prawosławie, walczy z amerykanizacją życia we wszystkich jej przejawach – od wojny w Iraku po kulturę masową, jest obrońcą suwerenności Rosji w globalizującym się świecie, głosi prawo suwerennego modelu rozwoju. Sami zwolennicy ruchu nazywają siebie nowymi „oprycznikami idei”.